# 7-я армия (Российская империя)

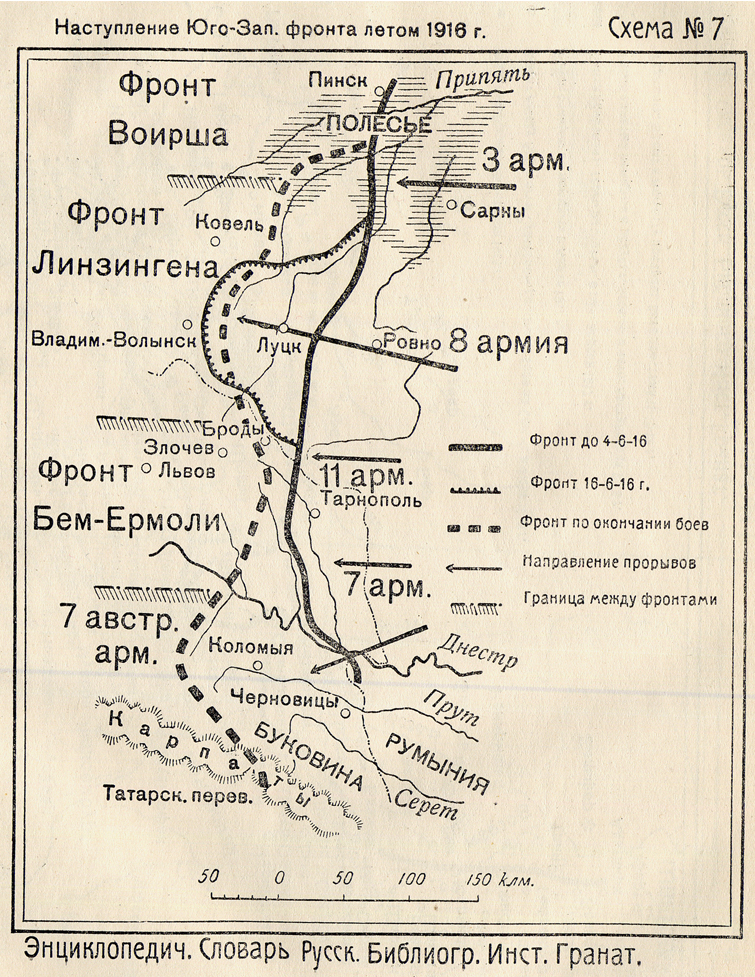
Схема наступления Юго-Западного фронта, лето 1916 года.

7-я армия (7 А) — общевойсковое оперативное, ранее стратегическое, объединение (формирование, армия) вооружённых сил Российской империи, во время первой мировой войны в Русской Императорской Армии.
Так же имела наименования: «7-я полевая армия», ранее «Отдельная армия № 7» или «Одесская армия».

## История
Полевое управление (штаб 7 А) образовано в июле 1914 года при штабе Одесского военного округа, было сформировано по штатам полевого управления главнокомандующего армиями фронта (по современному командующего войсками фронта), но с сокращённым числом чинов штаба армии (военнослужащих и военных чиновников), предусмотренных мобилизационным планом.

В начале войны у нас имелось два фронта и две отдельные армии:

Северо-Западный фронт — включавший в себя армии, действовавшие против Германии;

Юго-Западный фронт — состоящий из армий, действовавших против Австро-Венгрии;

Отдельная армия № 6 (Петроградская), охранявшая побережье Балтийского моря;

Отдельная армия № 7 (Одесская), охранявшая побережье Чёрного моря.— Глава шестая. Распределение военнообязанных между войсками и тылом, Военные усилия России в Мировой войне, Н. Н. Головин — Париж: Т-во объединённых издателей, 1939.
В задачу армии входила охрана побережья Чёрного моря и границы с Румынией.
В октябре 1914 года штаб и армия переброшены в район городов Трембовля — Чортков и включена в состав Юго-Западного фронта (перестала быть отдельной).

Четыре пехотные дивизии Одесского округа сформировали каждая по второочередной. Дивизии эти составили при мобилизации 7-ю армию генерала Никитина, на фронт были вызваны только осенью и успели приобрести необходимую спайку и сноровку, что сразу же и сказалось на их работе.— А. А. Керсновский. История Русской армии
Армия участвовала в неудачной наступательной операции на реке Стрыпа (декабрь 1915 года), потеряв в ней 317 офицеров и 24 511 человек, в Брусиловском прорыве (май-сентябрь 1916 года), в т.ч. в сражении у Бурканувского леса, удерживала линию фронта в районе Бучач — Галич — Тарнополь (1916—1917 годы) и участвовала в Июньском наступлении Юго-Западного фронта 1917 года.
По инициативе командующего Юго-западным фронтом Л. Г. Корнилова и при терпимом отношении своего непосредственного начальника — командующего 7-й Армией В. И. Селивачёва генерал-лейтенант П. П. Скоропадский проводил «украинизацию» частей вверенного ему 34-го корпуса.
На конец 1917 года штаб армии располагался в Бар.
В феврале 1918 года в ходе развернувшегося наступления на украинскую территорию немецких и австро-венгерских войск разрозненные части армии участвовали в оборонительных боях за Житомир и Бердичев против частей Армии УНР, действовавших в авангарде наступающих сил.
Демобилизация армии была завершена к апрелю 1918 года.

## Состав

### Состав армии при формировании
- Полевое управление (штаб 7 ОА)
- 2-й армейский корпус
- 16-й армейский корпус
- 22-й армейский корпус
- 5-й Кавказский армейский корпус
- Части армейского подчинения

### Изменение состава армии в ходе войны
В ходе войны в разное время в составе армии находились 1-й и 2-й гвардейские корпуса, 12-й, 33-й, 34-й, 41-й, 44-й и 46-й армейские корпуса, 7-й Сибирский армейский корпус, 3-й Кавказский армейский корпус, 2-й и 5-й кавалерийские корпуса.

### Конец 1917 года
На конец 1917 года армия имела в своём составе:
- Полевое управление (штаб)
  - управление заведующего автомобильной частью армии, с 1915 года
  - управление начальников инженеров армии, с 6 февраля 1916 года
  - управление инспекторов артиллерии армии, с 5 марта 1916 года
  - отдел по демобилизации штаба армии, в 1917 году
  - в штаб армий был назначен военный комиссар Временного правительства, после Февральской революции 1917 года[11]
- I гвардейский армейский корпус
- II гвардейский армейский корпус
- XII армейский корпус
- I Украинский армейский корпус
- XLI армейский корпус
- III Кавказский армейский корпус
- V кавалерийский корпус
- VII Сибирский армейский корпус

## Командующие (период)
- генерал от артиллерии Никитин, Владимир Николаевич (19.07.1914 — 19.10.1915);
- генерал от инфантерии Щербачёв, Дмитрий Григорьевич (19.10.1915 — 11.04.1917);
- генерал-лейтенант Белькович, Леонид Николаевич (13.04.1917 — 20.06.1917);
- генерал-лейтенант Селивачёв, Владимир Иванович (26.06.1917 — 09.09.1917);
- генерал-лейтенант Цихович, Януарий Казимирович (09.09.1917 — 03.12.1917);
- штабс-капитан Триандафиллов, Владимир Кириакович (03.12.1917 — ??.12.1917);
- генерал-лейтенант Лавдовский, Владимир Александрович (??.12.1917 — ??.03.1918).

## В составе (период)
- Действующей армии — Отдельная (19 июля (1 августа) — октябрь 1914 года);
- Юго-западного фронта (октябрь 1914 года — март 1918 года).